# Сент-Эньян (Арденны)
Сент-Энья́н (фр. Saint-Aignan) — коммуна во Франции, находится в регионе Шампань — Арденны. Департамент коммуны — Арденны. Входит в состав кантона Западный Седан. Округ коммуны — Седан.
Код INSEE коммуны — 08377.
Коммуна расположена приблизительно в 210 км к северо-востоку от Парижа, в 85 км северо-восточнее Шалон-ан-Шампани, в 17 км к юго-востоку от Шарлевиль-Мезьера.
Во время революции коммуна носила название Мон-Эньян.

## Население
Население коммуны на 2008 год составляло 141 человек.
| 1962 | 1968 | 1975 | 1982 | 1990 | 1999 | 2008 |
| ---- | ---- | ---- | ---- | ---- | ---- | ---- |
| 169  | 178  | 146  | 145  | 146  | 150  | 141  |

## Администрация
| Период | Период | Фамилия       | Партия | Должность |
| ------ | ------ | ------------- | ------ | --------- |
| 2001   | 2008   | Льонель Лорик |        |           |
| 2008   |        | Франсуа Боном |        |           |

## Экономика
В 2007 году среди 89 человек в трудоспособном возрасте (15—64 лет) 75 были экономически активными, 14 — неактивными (показатель активности — 84,3 %, в 1999 году было 82,0 %). Из 75 активных работали 69 человек (40 мужчин и 29 женщин), безработных было 6 (3 мужчин и 3 женщины). Среди 14 неактивных 6 человек были учениками или студентами, 4 — пенсионерами, 4 были неактивными по другим причинам.

## Достопримечательности
- Прачечная (1-я пол. XIX века). Исторический памятник с 1986 года.[3]
- Церковь XII века. Исторический памятник с 1986 года.[4]
- Ораторий.
- Руины замка.

## Фотогалерея

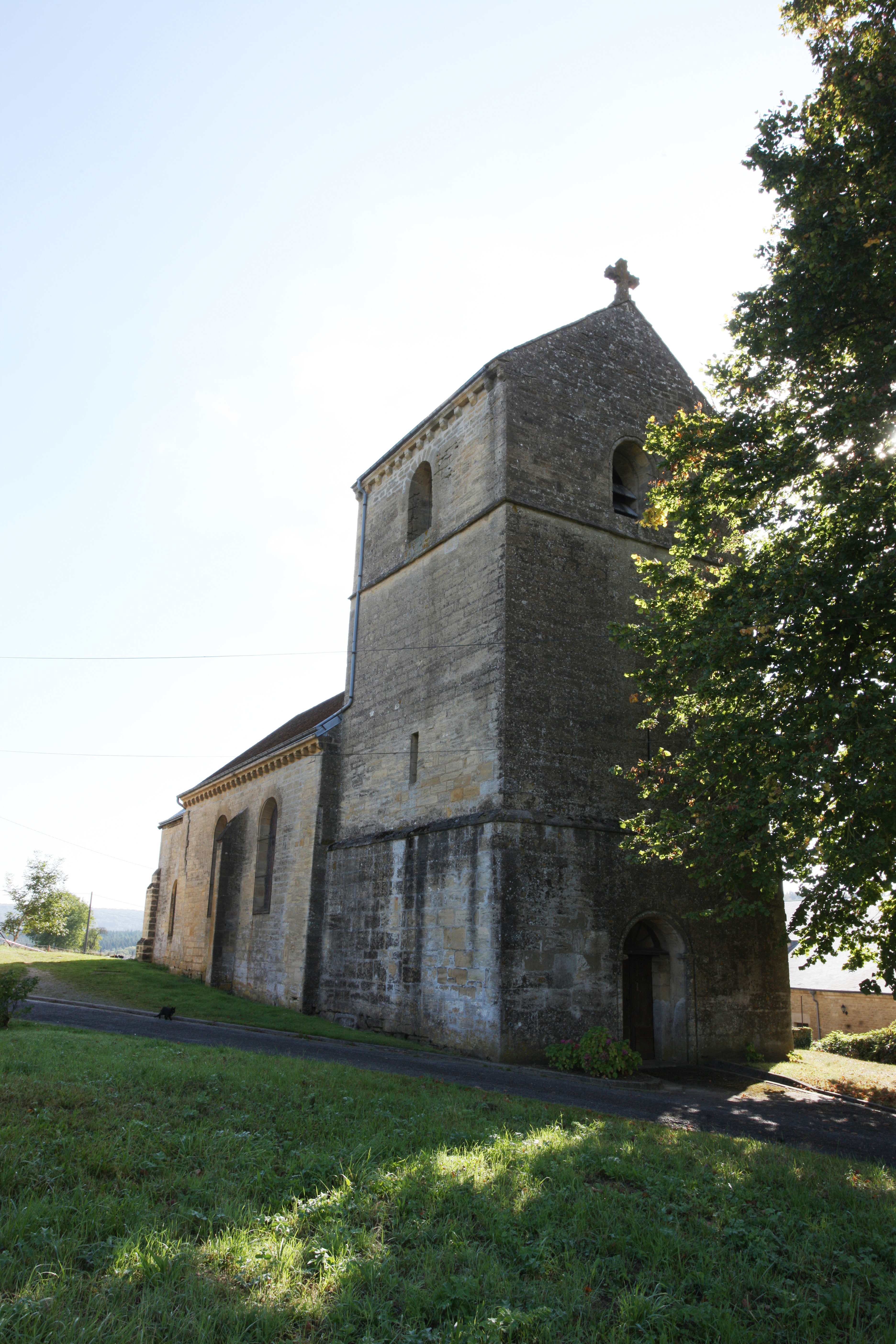
Церковь
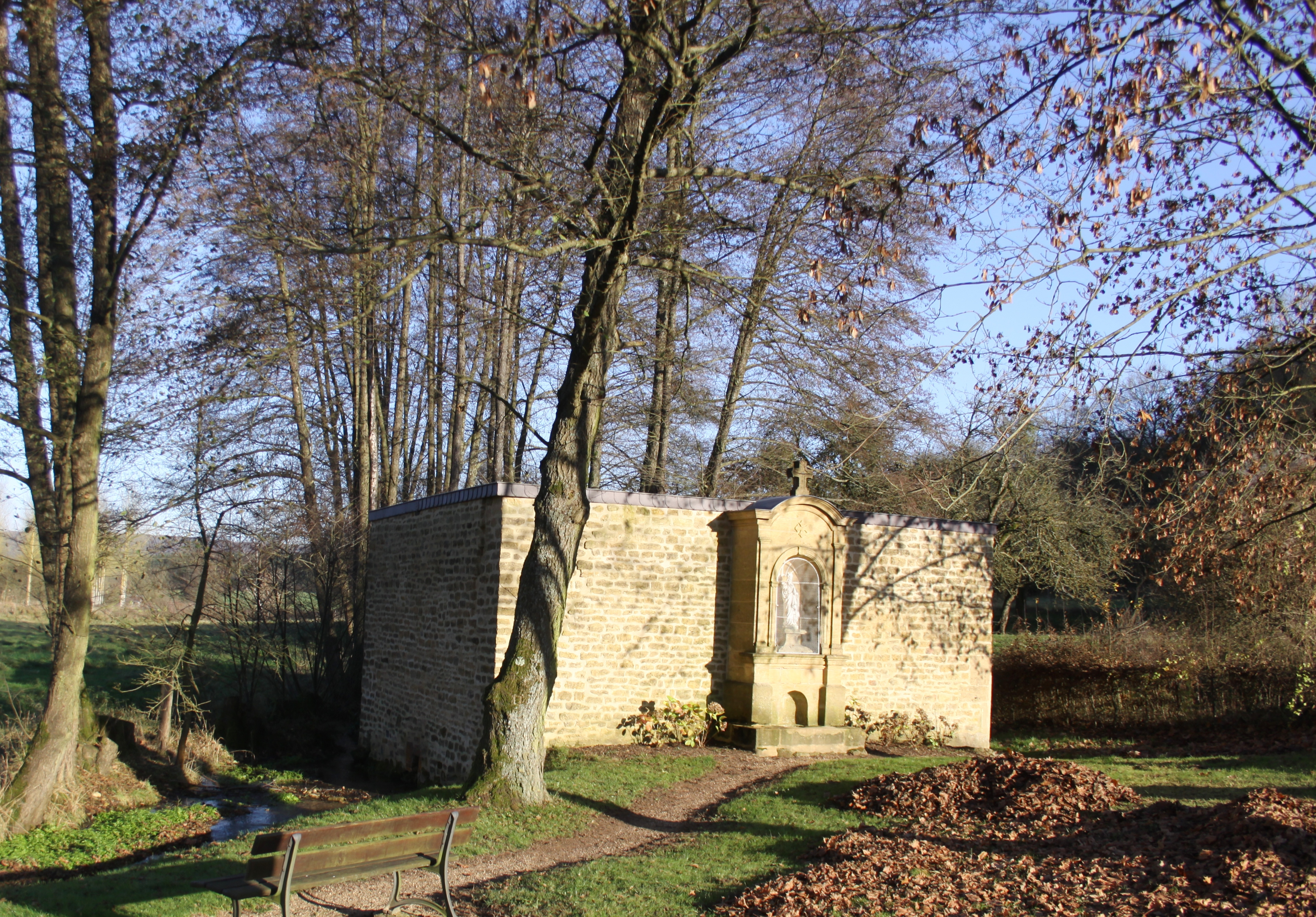
Прачечная
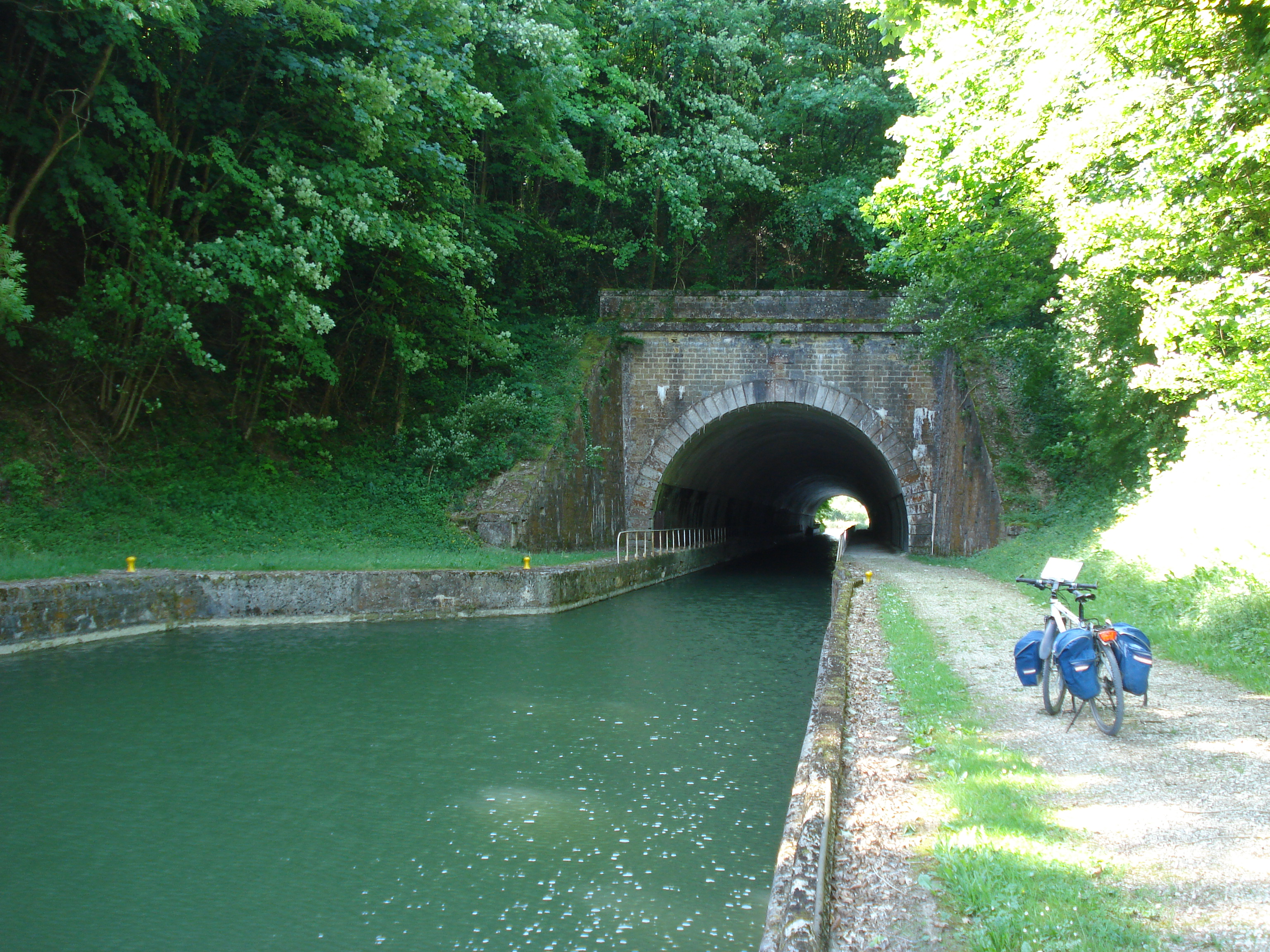
Канал
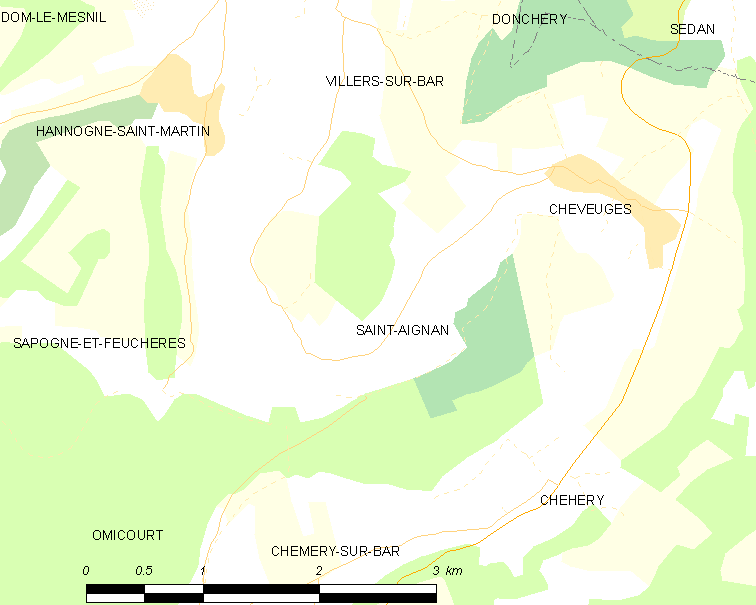
Карта коммуны